# 和声

大三和弦由三個不同頻率的聲音組成，而這三個頻率的比例接近6:5:4.

和声是不同声音一起发声组成的一体。在西方乐理里，和声学是关于运用和弦的构造和进行而产生音乐结构和内在逻辑的音乐理论学科，对于理解音乐、尤其西方音乐及其历史有着重要的作用。
在和声学的发展过程中，它所关系的概念例如和弦、织体、调性都被一一发现、定义和归类。和声通常被认为有着“纵向”（频率轴）的维度也有着“横向”（时间轴）的维度，因此与旋律、音色、曲式等概念也有所相联。
结合音乐的理论、实践和心理声学，可以认为和声的感知，或“和声感”，来自于认识与处理协和与不协和。协和的确切界定虽然在历史上有着不同的认识，但它通常与几个频率之间存在简单数学比例有着密切关系。
与和声相关的是對位。它所诠释的是多个旋律之间的关系，通常考虑到几个独立、同步的旋律所产生的复音织体。因此，对位也可以被认为是一种对和声的特殊认识，但又别于和声这个概念。

## 和声分析及其标记法
目前，在对功能和声（即共晓时期所使用的和声）做分析时，世界上主要流传着有三种和声分析法，按照理论提出的顺序，他们分别是维也纳音乐理论派的罗马数字分析法、德国音乐理论派的里曼主义和声功能分析法、和将二者合二为一的斯波索宾和声功能分析法。
下表列举了自然大调中的自然音三和弦在三种分析法中的标记
| 罗马数字分析法 | 斯波索宾和声功能分析法 | 里曼和声功能分析法 |
| -------------- | ---------------------- | ------------------ |
| I              | T                      | T                  |
| ii             | SII                    | Sp                 |
| iii            | DTIII                  | Dp/Tg              |
| IV             | S                      | S                  |
| V              | D                      | D                  |
| vi             | TSVI                   | Tp/(Sg)            |
| vii°           | DVII                   | Đ7                 |

下表列举了自然小调中的自然音三和弦在三种分析法中的标记
| 罗马数字分析法 | 斯波索宾和声功能分析法 | 里曼和声功能分析法 |
| -------------- | ---------------------- | ------------------ |
| i              | t                      | t                  |
| ii°            | sII                    |                    |
| III            | dtIII                  | tP / (dG)          |
| iv             | s                      | s                  |
| v              | d                      | d                  |
| VI             | tsVI                   | sP / tG            |
| VII            | dVII                   | dP                 |

以英国、美国、澳大利亚、新西兰、加拿大为首的英语国家，主要使用维也纳音乐理论派的罗马数字分析法。
以德国为首的大部分欧洲大陆国家主要使用德国音乐理论派的里曼主义和声功能分析法。
俄罗斯、比利时、中国等国使用斯波索宾和声功能分析法。

## 现代和声分析法
从十九世纪末期开始，西方作曲技法发生了翻天覆地的变化，大小调体系（页面存档备份，存于）以及调性开始逐渐瓦解，传统的音乐理论和声分析方法已经无法满足现代音乐作品技法和风格解读的需求，特别是对无调性音乐的分析和解读。因此，许多新的和声分析法开始逐渐涌现出来。其中包括申克的图表式分析法、阿伦·福特的音级集合分析理论、新里曼主义理论、负和声理论、和声相对论（页面存档备份，存于）、十二音技法等。